# Island Home
Island Home est l'hymne du Bailliage de Jersey depuis 2008. 

## Origine
La composition de l'hymne répond à un besoin d'avoir un hymne représentant l'île pour les compétitions sportives. Jersey, en tant que dépendance de la couronne, a de facto pour hymne le God Save the Queen. Bien que Jersey utilise également Ma Normandie en tant qu'hymne, le gouvernement lance un concours pour trouver un nouvel hymne plus représentatif de Jersey et de sa culture.
Cinq compositions sont proposés dont une est un chant traditionnel. Le 1er mai 2008, lors d'un concert à l'Opera House, la composition de Gérard Le Feuvre est joué pour la première fois.
Island Home peut être joué en anglais ou en jèrriais.

## Controverse
Le 5 mars 2015, Steve Bouchard, un athlète de Jersey, qualifie Island Home de misérable ajoutant que l'hymne correspondrait plus à un chant lors d'enterrements plutôt qu'à une remise des médailles.
Le 19 mars 2015, Beautiful Jersey remplace Island Home en tant qu'hymne de l'île pour les Jeux des îles 2015.

## Paroles
| Island Home (version anglaise) Our is an Island Home Firm on rock and strong by sea Loyal and proud in history Our thankful hearts are Raised to God for Jersey The beauty of our land Long inspired both eye and mind Ours the privilege to guard its shore So help we God that Jersey might by grace endure | Isle de Siez Nous (version jèrriaise) Nouot' île est nouotre siez nous Firme sur l'rot chi forte par mé Louoyale histouaithe et orgilleuse tchoeurs èr connaîs sants l'vée à Dgi pouor Jèrri La bieauté d'nouotre pays Înspithe yi et lé esprit Nouot're privilèdge lé soin san bord Qué Dgieu nouos' Aîgue qué Jèrri peut par grâce tcheindre bouon |